# RegioTram de Occidente
El RegioTram de Occidente será un servicio de Light Rail Transit (Tipo Tram) suburbano que unirá a Bogotá con el municipio de Facatativá. Es el primero de tres proyectos de rehabilitación férrea de la Sabana de Bogotá, que conecta la ciudad con 4 municipios del occidente de la misma. Se espera que antes de su puesta en operación se pueda llegar a acuerdos con el operador de recaudo de Bogotá, para que el RegioTram de Occidente y los proyectos férreos asociados puedan hacer parte del Sistema Integrado de Transporte. Este sistema se une a los grandes proyectos ferroviarios regionales del país, como el Tren Regional del Caribe, que busca conectar Cartagena, Barranquilla y Santa Marta mediante una red férrea moderna, sostenible y de gran alcance para el transporte de pasajeros y carga.

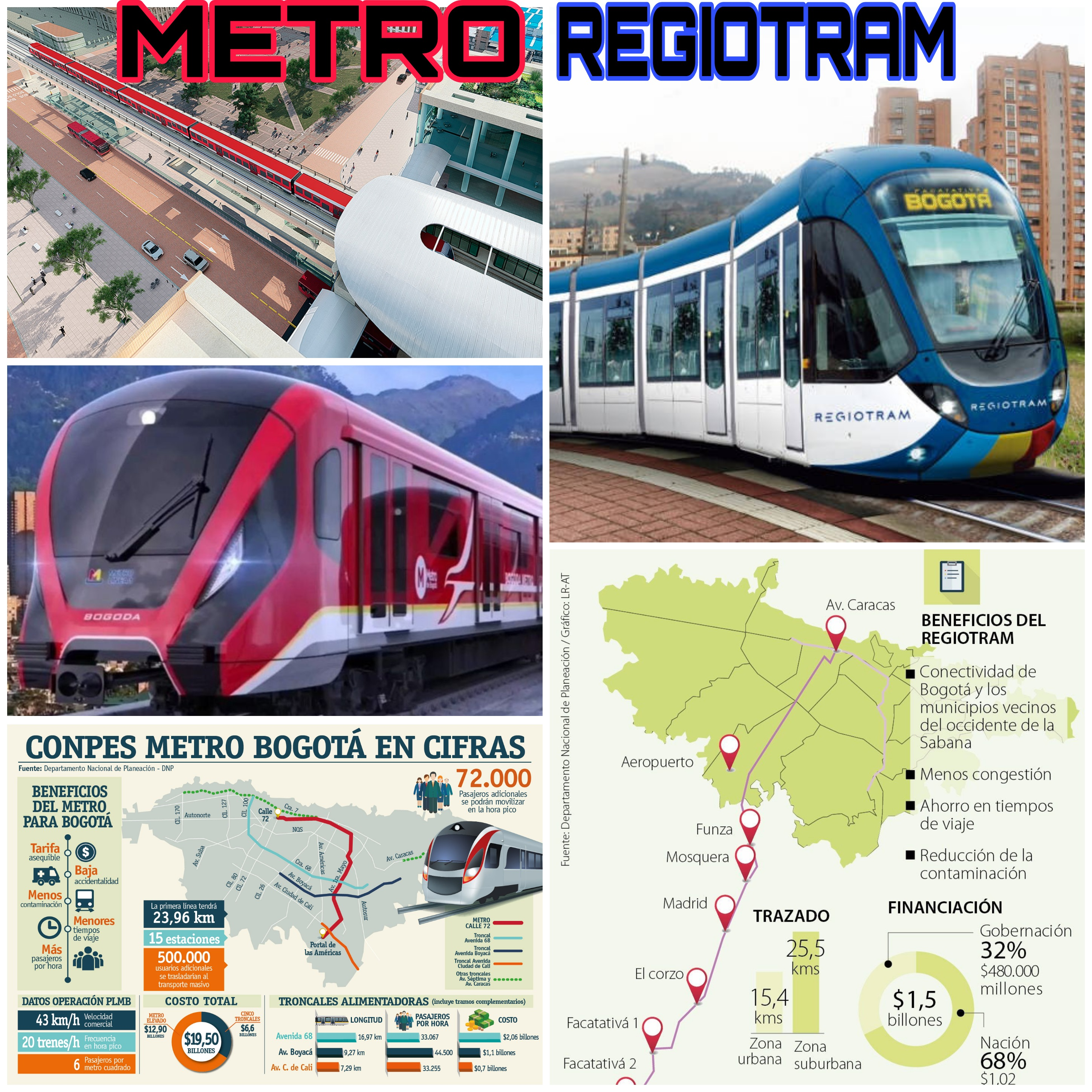
METRO Y REGIOTRAM

## Historia
Originalmente denominado como Ferrocarril de la Sabana y Cundinamarca, fue construido con el propósito de comunicar a Bogotá con el Magdalena.
- 1848 - Antoine Poncet sugiere un ferrocarril entre Bogotá y el Magdalena.
- 1865 - Indalecio Liévano y Juan Nepomuceno González adaptan la propuesta de Poncet.
- 1882 - Se inicia la construcción.
- 1889 - Llegada a Facatativá e Inauguración.
- 1871 - Se inaugura la Estación de la Sabana.
- 1921 - Se crea la Compañía del Ferrocarril de Cundinamarca, quien pasa a administrar la línea.
- 1925 - Se concluye la prolongación hasta el bajo Magdalena y se empalmó con el Ferrocarril de Girardot. Para esto se realizó el angostamiento de la trocha.
- 1936 - Llegada a Puerto Salgar.
- 1953 - Integración a la División Central de los Ferrocarriles Nacionales.
- 1954 - Se crea la Empresa Ferrocarriles Nacionales de Colombia (FCN) por el decreto 3129 del Ministerio de Obras Públicas.
- 1991 - Se liquidan los Ferrocarriles Nacionales y pasan a manos de Ferrovías.[4]
- 15 de diciembre de 2010 - Se constituye la Empresa Férrea Regional.
- 27 de octubre de 2017 - El gobierno nacional, por medio del CONPES 3902, declara al Regiotram de Occidente como proyecto estratégico.
- 7 de noviembre de 2017 - El Ministerio de Transporte, por medio de la resolución N.º 0004870 define el área de influencia del Regiotram de Occidente.
- 22 de julio de 2019 - Se publica la licitación para el diseño, estudios, construcción, operación y recaudo del Regiotram de Occidente.[5]
- 23 de diciembre de 2019 - Se adjudica el proyecto a la CCECC.
- 8 de enero de 2020 - Se firma el contrato.
- 25 de junio de 2020 - Inicio del contrato.
- 23 de junio de 2022 - Inicio de la construcción.[6]
- 5 de abril de 2023 - Suspensión indefinida del proyecto por no aprobación de licencias ambientales.[7]
- 24 de abril de 2024 - Gobierno expide decreto que exime al proyecto del trámite de licencias ambientales.[8]
- 17 de junio de 2025 - Se inicia la construcción del primer tramo que va desde Facatativa hasta Fontibón, se entregara en el segundo semestre del 2027.

## Propuesta
El trazado aprobado consta de 39.6 kilómetros, 17 estaciones, dos depósitos y un taller. Permitiría la conexión de Bogotá con Funza, Mosquera, Madrid y Facatativá en 68 minutos aproximadamente. La tarifa dependerá de la distancia, y el costo aproximado del pasaje rondará los $7.000 por trayecto. El servicio operaría con 18 trenes de 48 m de largo, en duplas de 96 m de longitud. Cada tren constará de tres coches; tendrán un costo aproximado de COP $710.000 (USD $193,2 millones). El contrato de construcción-operación tiene un valor estimado de COP $3,6 billones (USD $979,7 millones) al año 2020.
Se planea que el sistema se conecte al Aeropuerto Internacional Eldorado a través de un ramal de 4 km. Igualmente, habrá conexión física y operacional con el Metro de Bogotá y el sistema de BRT TransMilenio en la capital. El gerente de la EFR, Orlando Santiago Cely indicó en febrero de 2024 que el sistema no tendrá integración tarifaria con el SITP al no compartir el mismo medio de pago; los usuarios deberán abonar una tarifa adicional al hacer transbordos en Bogotá.

## Estaciones
Las estaciones, de oriente a occidente, son:
| Estación                         | Distancia | Ubicación                  | Localidad                               | Transferencias  | Tipología         |
| -------------------------------- | --------- | -------------------------- | --------------------------------------- | --------------- | ----------------- |
| Estación 17 - (Calle 26)         | 0+000     | Carrera 17 # 26/24         | Los Mártires                            |                 | Tranvía           |
| Estación 16 - (NQS)              | 1+540     | Avenida Calle 22 # 27/29A  | Los Mártires                            |                 | Tren ligero       |
| Estación 15 - (Carrera 40)       | 3+260     | Avenida Calle 22 # 42/43A  | Teusaquillo (Norte) Puente Aranda (Sur) |                 | Tren ligero       |
| Estación 14 - (Carrera 50)       | 3+835     | Avenida Calle 22 # 47/48   | Teusaquillo (Norte) Puente Aranda (Sur) |                 | Tren ligero       |
| Estación 13 - (Carrera 68)       | 5+180     | Avenida Calle 22 # 63/64A  | Teusaquillo (Norte) Puente Aranda (Sur) | Cercanías Norte | Tren ligero       |
| Estación 12 - (Av. Boyaca)       | 6+916     | Avenida Calle 22 # 70/71   | Fontibón                                |                 | Tren ligero       |
| Estación 11 - (Av. Cdad de Cali) | 8+530     | Avenida Calle 22 # 82/83   | Fontibón                                |                 | Tren ligero       |
| Estación 10 - (Fontibon)         | 10+080    | Avenida Calle 22 # 96I/97  | Fontibón                                |                 | Tren ligero       |
| Estación 9 - (CATAM)             | 11+640    | Avenida Calle 22 # 112/114 | Fontibón                                |                 | Tren ligero       |
| Estación 8 - (Funza)             | 16+100    | Ruta Nacional 50 km 1.4    | Funza                                   | Buses locales   | Tren de cercanías |
| Estación 7 - (Funza 2)           | 18+000    | Ruta Nacional 50 km 3.3    | Funza                                   | Buses locales   | Tren de cercanías |
| Estación 6 - (Mosquera)          | 20+820    | Calle 5 # 5 Este           | Mosquera                                | Buses locales   | Tren de cercanías |
| Estación 5 - (Mosquera 2)        | 21+675    | Calle 5 # 4/5              | Mosquera                                | Buses locales   | Tren de cercanías |
| Estación 4 - (Madrid)            | 24+770    | Calle 8 # 4 Este           | Madrid                                  | Buses locales   | Tren de cercanías |
| Estación 3 - (Madrid 2)          | 26+340    | Calle 8 # 7/8              | Madrid                                  | Buses locales   | Tren de cercanías |
| Estación 2 - (El Corzo)          | 35+800    | Ruta Nacional 50 km 21.1   | Facatativá                              | Buses locales   | Tren de cercanías |
| Estación 1 - (Facatativá)        | 39+500    | Carrera 1 # 4/6            | Facatativá                              | Buses locales   | Tren de cercanías |